# Antonio Ayné Arnau
Antonio Ayné Arnau fue un editor y guionista de historietas español (La Granada, 26/12/1914 - Barcelona, 17/11/1974), que contribuyó a la renovación de la industria autóctona. Era primo del también historietista Antonio Ayné Esbert.

## Biografía
Antonio Ayne Arnau nació en la Granada (Alto Panadés, Barcelona) el 26 de diciembre de 1914. 
Empezó su trayectoria editorial escribiendo cuentos para la editorial Bruguera y el cuaderno de aventuras Huracán y Polvorilla, que dibujó G. Iranzo. En 1945 fundó Ediciones Toray, donde creó series como El Capitán Coraje (1946) y El Espadachín de Hierro, ilustradas por Macabich y Manuel Gago, respectivamente.
Entre 1945 y 1950 editó numerosos tebeos, obteniendo mayor éxito las colecciones Azucena dibujada por Rosa Galcerán y Hazañas Bélicas ilustrada por Boixcar. 
A medianos de los cincuenta publicó  cuentos infantiles como Cachito o cuentos para colorear. También novelas del oeste y del género romántico. 
En 1956 fundó la agencia Selecciones Ilustradas, junto a Josep Toutain.
A finales de los 50 colaboró con Aredit Artima (editorial del norte de Francia), creó sucursales en Madrid y con Aredit en Italia y Alemania. Entre los años 1957 y 1958 creó  Ediciones Toray en Argentina y una sucursal en México.
En los años 60, publicó libros juveniles como Puck, Los Hollister o Lucky Luck; también libros de ensayo, colecciones como Los diamantes del arte o como la Enciclopedia de la mujer. Desde 1960 a 1974 editó numerosos libros de medicina. Con la colaboración de los doctores Pedro y Pons y Giménez Díaz nació la colección Medicina de hoy. Uno de los proyectos más importantes en medicina fue la realización de la Patología General. 
A finales de los 60 fundó junto con la editorial Mason (de Francia) la editorial Toray Mason dedicada exclusivamente a libros de medicina.
Murió el 17 de noviembre de 1974.

## Obra
| Años | Título                   | Dibujante   | Publicación                  |
| ---- | ------------------------ | ----------- | ---------------------------- |
| 19   | Huracán y Polvorilla     | G. Iranzo   | Bruguera: Aventuras y Viajes |
| 1946 | El Capitán Coraje núm. 1 | Macabich    | Toray                        |
| 1947 | El Espadachín de Hierro  | Manuel Gago | Toray                        |